# Érd
Érd (tyska: Hanselbeck, kroatiska: Andzabeg) är en stad i provinsen Pest i norra Ungern. Staden hade 68 211 invånare (2019).
Staden är tidigast känd år 1243. Namnet kommer antingen av erdő, "skog", eller från ér, "vattendrag". Den erövrades av osmanerna år 1543, efter att slottet vid Székesfehérvár fallit. Osmanerna uppförde ett fort och en moské i staden, som då kallades Hamzsabég. År 1684 besegrade Karl V av Lothringens armé den osmanska armén nära Érd. Staden fick stadsrättigheter (oppidum) år 1776, och kom i början av 1800-talet i familjen Károlyis ägo. Staden växte sedermera, men förblev en lantbruksort fram till 1972, då en modernisering inleddes.